# Raionul Liubașivka
Raionul Liubașivka (în ucraineană Любашівський район) este unul din cele 26 raioane administrative din regiunea Odesa din Ucraina, cu reședința în orașul Liubașivka. A fost înființat pe 1927 fiind atunci inclus în componența RSS Ucrainene. Începând din anul 1991, acest raion face parte din Ucraina independentă.

## Geografie
Raionul se învecineazǎ cu regiunea Mîkolaiv în est, cu raionul Mîkolaivka în sud, raionul Ananiev în vest și cu raionele Balta și Savrani în nord. Este situat în podișul Podoliei (altitudinile maxime variază între 150 – 150 m), din care cauză relieful raionului este unul deluros. Distanța până la centrul regionional, Odesa este de 186 km.
Clima temperat-continentalǎ este specifică raionului cu o temperatură medie a lunii ianuarie de -4.5 °C, a lunii iulie +20.3 °C, temperatura medie anualǎ +8.1 °C.

## Demografie
Componența lingvistică a raionului Liubașivka
     Ucraineană (93,13%)
     Română (3,73%)
     Rusă (2,69%)
     Alte limbi (0,21%)
Conform recensământului din 2001, majoritatea populației raionului Liubașivka era vorbitoare de ucraineană (93,13%), existând în minoritate și vorbitori de română (3,73%) și rusă (2,69%).
La 1 octombrie 2011 populația raionului era de 31,179 persoane. Populația urbană constituie 11,569 persoane (34.4%), cea rurală 22,060 persoane (65.6%). În total există 56 de așezări.
Potrivit recensământului ucrainean din 2001, populația raionului era de 33,629 locuitori. Structura etnică:
| Grup etnic            | Populație | % Procentaj |
| --------------------- | --------- | ----------- |
| Ucraineni             | 30,500    | 91.8%       |
| Moldoveni (declarați) | 2,000     | 5.9%        |
| Ruși                  | 800       | 2.5%        |
| Belaruși              | 100       | 0.3%        |
| Țigani                | 100       | 0.2%        |